# Bastille (stacja metra)
Bastille – stacja 1, 5 i 8 linii metra  w Paryżu. Stacja znajduje się w  4. dzielnicy Paryża.  Na linii 1 stacja została otwarta 19 lipca 1900 r. Jest połączona z liniami 5 i 8.
W 2009 była to 10. najpopularniejsza stacja w paryskim metrze, z 13,9 mln pasażerów rocznie.
Odcinek peronu stacji metra stanowi fragment kamiennego obmurowania zburzonej w 1789 twierdzy Bastylia. Podstawę jednej z jej wież o nazwie Liberté można oglądać z okien kolei podziemnej jadąc linią 1.

## Atrakcje turystyczne
- Opéra Bastille
- Plac Bastylii
- Bassin de l'Arsenal
- Promenade plantée
- Colonne de Juillet